# Mittainvilliers
Mittainvilliers és un municipi francès, situat al departament de l'Eure i Loir i a la regió de Centre – Vall del Loira. L'any 2007 tenia 432 habitants.

## Demografia

### Població
El 2007 la població de fet de Mittainvilliers era de 432 persones. Hi havia 144 famílies, de les quals 20 eren unipersonals (8 homes vivint sols i 12 dones vivint soles), 36 parelles sense fills, 72 parelles amb fills i 16 famílies monoparentals amb fills.
La població ha evolucionat segons el següent gràfic:
Habitants censats

### Habitatges
El 2007 hi havia 177 habitatges, 155 eren l'habitatge principal de la família, 17 eren segones residències i 5 estaven desocupats. 175 eren cases i 1 era un apartament. Dels 155 habitatges principals, 137 estaven ocupats pels seus propietaris, 17 estaven llogats i ocupats pels llogaters i 1 estava cedit a títol gratuït; 1 tenia una cambra, 7 en tenien dues, 17 en tenien tres, 41 en tenien quatre i 89 en tenien cinc o més. 119 habitatges disposaven pel capbaix d'una plaça de pàrquing. A 58 habitatges hi havia un automòbil i a 95 n'hi havia dos o més.

### Piràmide de població
La piràmide de població per edats i sexe el 2009 era:
| Homes | Edats   | Dones |
| ----- | ------- | ----- |
| 0     | 95 o +  | 0     |
| 0     | 90 a 94 | 0     |
| 0     | 85 a 89 | 0     |
| 0     | 80 a 84 | 0     |
| 8     | 75 a 79 | 8     |
| 0     | 70 a 74 | 12    |
| 4     | 65 a 69 | 0     |
| 12    | 60 a 64 | 8     |
| 8     | 55 a 59 | 0     |
| 24    | 50 a 54 | 24    |
| 4     | 45 a 49 | 12    |
| 12    | 40 a 44 | 16    |
| 20    | 35 a 39 | 24    |
| 12    | 30 a 34 | 8     |
| 24    | 25 a 29 | 8     |
| 12    | 20 a 24 | 12    |
| 12    | 15 a 19 | 8     |
| 24    | 10 a 14 | 24    |
| 20    | 5 a 9   | 8     |
| 16    | 0 a 4   | 16    |

## Economia
El 2007 la població en edat de treballar era de 297 persones, 245 eren actives i 52 eren inactives. De les 245 persones actives 236 estaven ocupades (129 homes i 107 dones) i 9 estaven aturades (3 homes i 6 dones). De les 52 persones inactives 19 estaven jubilades, 17 estaven estudiant i 16 estaven classificades com a «altres inactius».

### Ingressos
El 2009 a Mittainvilliers hi havia 166 unitats fiscals que integraven 472,5 persones, la mediana anual d'ingressos fiscals per persona era de 20.939 €.

### Activitats econòmiques
Dels 15 establiments que hi havia el 2007, 6 eren d'empreses de construcció, 3 d'empreses de comerç i reparació d'automòbils, 1 d'una empresa de transport, 1 d'una empresa immobiliària, 3 d'empreses de serveis i 1 d'una empresa classificada com a «altres activitats de serveis».
Dels 6 establiments de servei als particulars que hi havia el 2009, 1 era un paleta, 1 guixaire pintor, 1 lampisteria, 2 electricistes i 1 agència immobiliària.
L'any 2000 a Mittainvilliers hi havia 8 explotacions agrícoles.

## Poblacions més properes
El següent diagrama mostra les poblacions més properes.